# Municipio de Brown (condado de Miami)
El municipio de Brown (en inglés, Brown Township) es un municipio del condado de Miami, Ohio, Estados Unidos. Tiene una población estimada, a mediados de 2021, de 1604 habitantes.

## Geografía
Está ubicado en las coordenadas 40°9′0″N 84°4′25″O / 40.15000, -84.07361. Según la Oficina del Censo de los Estados Unidos, tiene una superficie total de 78.4 km², de la cual 78.3 km² corresponden a tierra firme y 0.1 km² están cubiertos de agua.

## Demografía
Según el censo de 2020, en ese momento había 1585 personas residiendo en la zona. La densidad de población era de 20.2 hab./km². El 96.34 % de los habitantes eran blancos, el 0.19 % eran afroamericanos, el 0.13 % eran isleños del Pacífico y el 3.34 % eran de una mezcla de razas. Del total de la población, el 1.07 % eran hispanos o latinos de cualquier raza.